# Indira Point
Indira Point (Bengalí: ইন্দিরা পয়েন্ট, hindi: इंदिरा पाइंट) és el cap a l'extrem sud de l'illa Gran Nicobar, al territori de les Illes Andaman i Nicobar, i representa el punt més extrem al sud de l'Índia. Va rebre el seu nom en honor d'Indira Gandhi. Antigament fou conegut com a Pygmalion Point, Parsons Point i, per un temps breu, India Point. El punt més al sud continental és el cap Comorin (Kanyakumari). però Indira Point ho és de tota la Unió. A la punta hi ha un far.